# Budova hlavní pošty (Novi Sad)
Budova hlavní pošty (srbsky v cyrilici Зграда главне поште, v latince Zgrada glavne pošte) se nachází v srbském městě Novi Sad na adrese Poštanska 2. Jako moderní budova představuje jeden ze symbolů města i proto, že její průčelí je orientováno směrem k Bulváru Mihajla Pupina a je viditelné pro návštěvníky města, kteří přijíždějí od Petrovaradina.
Monumentální palác a první výšková stavba v Novém Sadu byl posledním projektem architekta Dragiši Brašovana, který realizoval v hlavním městě Autonomní oblasti Vojvodina. Výstavba proběhla v letech 1958 až 1963. Podle původního projektu měla být nicméně dokončena v roce 1961; projekt se ale oproti původnímu plánu zpozdil. Vzhledem k její váze a nepříliš pevnému podložení byla budova ukotvena na 120 pylonech.
Objekt byl umístěn do rohu ulic Bulevar Mihajla Pupina a Narodnih Heroja. Z třípatrového modernistického bloku v levé části z jeho osy vybíhá dvanáctipatrová věž, jejíž vrchol slouží také pro upevnění různých vysílačů a antén. Její výška činí 54 metrů. Na strohou fasádu budovy obloženou bílým kamenem nebyla rozmístěna žádná umělecká díla. Uvnitř objektu se nachází černým mramorem zdobený hlavní sál, jehož autorem byl Đorđe Tabaković.